# 范理
范理（1408年—1473年），字士倫，浙江台州府天台縣人，明朝政治人物。宣德己酉解元，聯捷進士。官至南京吏部侍郎。

## 生平
宣德四年（1429年）己酉科浙江鄉試第一名舉人。宣德五年（1430年），聯捷丁丑科會試第三名。殿試登進士第三甲第二十七名。授江陵知县，用少保杨溥、学士马瑜交章荐，升德安府知府，进福建右参政，历贵州左布政使，擢南京工部左侍郎，寻转南京吏部左侍郎，两乞休致不允，满考来觐，卒于京邸，年六十六，赐葬祭如例。

## 著作
著有《读史备忘》《诗经集解》《丹台稿》等。

## 事跡
成化六年（1470年）冬，六位浙江籍解元范理、商辂、姚夔、杨守陈、卢楷、杨守阯在北京杨守陈寓舍聚會，由刑部尚书陆瑜主持，为“六元会”。姚夔口占一绝，有“四十年来六解元”之句，餘人以此句分韵赋诗。

## 家族
曾祖父范叔文。祖父范彥善。父亲范起宗。有子范絪、范昌龄。